# Solar Maximum Mission
Solar Maximum Mission (SMM) – satelita NASA umieszczony na niskiej orbicie okołoziemskiej 14 lutego 1980 roku, którego przeznaczeniem były obserwacje aktywności Słońca, a szczególnie rozbłysków słonecznych oraz pomiary promieniowania słonecznego.
Satelita był wyniesiony 14 lutego 1980 roku przez rakietę Delta z 9 rakietami wspomagającymi na paliwo stałe.
Na satelicie zainstalowano spektrografy promieniowania rentgenowskiego i gamma, detektory promieniowania ultrafioletowego, koronograf/polarymetr, jak również moduł ACRIM (Active Cavity Radiometer Irradiance Monitor), którym mierzono zmiany stałej słonecznej.
Funkcjonował do 24 listopada 1989 roku, a 2 grudnia 1989 roku wszedł w atmosferę ziemską, spalając się w rejonie Oceanu Indyjskiego.

## Awaria i Naprawa
Po 10 miesiącach pracy przepaliły się trzy bezpieczniki w układzie kontroli wysokości, będącym częścią systemu orientacji przestrzennej, który stale nakierowywał satelitę w stronę Słońca. Awaria ta sprawiła, że cztery z siedmiu zainstalowanych urządzeń obserwacyjnych stały się bezużyteczne. Ponadto uszkodzeniu uległ koronograf/polarymetr. Ponieważ Solar Max był pierwszym satelitą o budowie modularnej, co umożliwiało wymianę części na orbicie, NASA postanowiła dokonać pierwszej w historii takiej naprawy. W kwietniu 1984 roku astronauci misji STS-41-C wahadłowca Challenger przechwycili SMM i naprawili uszkodzenia. Udana operacja przedłużyła życie satelicie, który dzięki temu był na orbicie w momencie wybuchu supernowej SN 1987A i wykrył pochodzące od niej promieniowanie gamma. W naprawie wykorzystano moduł manewrowy z własnym napędem – napędzany azotem plecak MMU, umożliwiający astronaucie George’owi Nelsonowi dotarcie do satelity i bezpieczne sprowadzenie go do ładowni promu kosmicznego w celu wykonania naprawy. 

## Odkrycia
Satelita SMM podczas niemal 10 lat swojej misji zaobserwował około 12 000 rozbłysków słonecznych i ponad 1200 koronalnych wyrzutów masy. W 1985 roku dzięki aparaturze Solar Maxa zarejestrowano jeden z największych dotąd obserwowanych wybuchów na Słońcu.